# Messor turcmenochorassanicus
Messor turcmenochorassanicus is een mierensoort uit de onderfamilie van de Myrmicinae. De wetenschappelijke naam van de soort is voor het eerst geldig gepubliceerd in 1977 door Arnoldi.